# Das Geheimnis der Frösche
Das Geheimnis der Frösche ist ein französischer Animationsfilm aus dem Jahr 2003, der die Sintflut-Geschichte um Noah in die heutige Zeit umsetzt. 

## Inhalt
Auf einem Hügel lebt der Bauer Ferdinand mit seiner Frau Juliette sowie deren Adoptivsohn Tom, der Ferdinand aber immer mit Großvater anspricht. Der Film beginnt damit, dass sie das Mädchen Lili mit dem Traktor abholen, da dessen Eltern, Louise und René Lamotte, mit Auto und Anhänger nach Afrika fahren, um für den kleinen Zoo, den sie auf ihrem Grundstück betreiben, Krokodile abzuholen. Für die Zeit ihrer Safari geben sie ihre Tochter Lili und die Tiere ihres Kleinzoos in die Obhut von Ferdinand und Juliette. 
Lili kommt auf den Bauernhof und alle vier leben dort unbefangen, während die Frösche im Teich unruhig werden, denn ihre Berechnungen haben ergeben, dass eine neue Sintflut bevorsteht. In dieser bedrohlichen Lage sprechen die Frösche sogar zu Tom, um die Menschen zu warnen, dass es in Kürze vierzig Tage und vierzig Nächte regnen wird. Für die Frösche stellt diese Katastrophe zwar keine Gefahr dar, aber für die anderen Tiere.
Auf der Suche nach Schutz retten sich die Tiere aus dem nahe gelegenen Zoo in den Bauernhof, der auf einer Anhöhe steht. 
So flüchten auch die Zootiere in die Scheune, die durch das Wasser losgerissen wird und auf einem riesigen Traktorreifen auf dem Wasser treibt.
Ferdinand, der erfahrene Seemann, übernimmt die Rolle des Kapitäns und schwört alle darauf ein, dass sie nur dann überleben, wenn sie zusammenhalten. Seine afrikanische Frau Juliette hilft ihm dabei, die Mannschaft bei Laune zu halten. Als der Regen endlich aufhört sind alle Tiere ausgehungert, doch Ferdinand hat in seiner Scheune 28 Tonnen Kartoffeln gelagert, die er zu Pommes frites macht. 
Darüber sind zwar die Pflanzenfresser unter den Tieren begeistert, aber die Fleischfresser können sich damit nicht abfinden.
Eine Schildkröte, die an Bord kommt hetzt die Fleischfresser auf und es kommt zur Meuterei, bei der Ferdinand und Juliette in einem Fass ausgesetzt werden und die beiden Kinder getötet werden sollen. Die Fleischfresser schlachten die Hühner und verzehren sie gegrillt. Die Situation spitzt sich noch mehr zu, als sich herausstellt, dass die Schildkröte sich mit Krokodilen verbündet hat und diese zum Sturm auf die Scheune auffordert. Im letzten Augenblick kommen Ferdinand und Juliette wieder an Bord, die die Schildkröte, die sich jetzt der Hinrichtung von den entsetzten Tieren gegenübersieht, retten. 
Bald darauf strandet die Scheune und die ganze Besatzung feiert mit anderen Überlebenden ein ausgelassenes Fest, zu dem auch Lilis Eltern dazu stoßen, die von der ganzen Überschwemmung überhaupt nichts mitbekommen haben.

## Kritiken
- „Liebenswerter Trickfilm in zauberhaftem Stil.“ (filmspiegel.de[3])
- „Dafür geht der Schlußgag leider überhaupt nicht auf. Aber man wird trotzdem in bester Stimmung aus dem Kino entlassen, weil man etwas gesehen hat, was selten geworden ist: einen Trickfilm, dessen Macher den Spaß an ihrem Metier nicht in geistreichen Anspielungen, sondern durch liebevolle Gestaltung spüren lassen.“ (faz.net[4])
- „Das Geheimnis der Frösche" ist ein in farbenprächtigen, naiv-hintergründigen Bildern erzählter, mehrfach international ausgezeichneter Animationsfilm, der mit viel Poesie und ausgelassenem Witz die biblische Geschichte der Arche Noah als ein modernes Gleichnis neu erzählt.“ (Bayerischer Rundfunk[5])

## Hintergrund
Filmpremiere war am 15. Mai 2003 auf den Internationalen Filmfestspielen von Cannes. Der Film kam am 3. Dezember 2003 in die französischen Kinos.